# Ali Baba and the Forty Thieves (album)
Ali Baba and the Forty Thieves – studyjny album muzyczny Binga Crosby'ego nagrany 25 kwietnia 1957 i wydany dla dzieci przez Golden Records w październiku 1957 roku. 

## Lista utworów

### Strona pierwsza
1. A long time ago in Persia (narracja)
2. Year In, Year Out
3. Ali Baba always hoped (narracja) / My Own Individual Star
4. 40 Thieves 40 (chór)
5. Open Sesame
6. My Own Individual Star

### Strona druga
1. Well now, Ali Baba’s brother, Kassim (narracja)
2. One Rich Brother
3. Open Sesame! Kassim was trapped! (narracja)
4. One of us is a thief (chór)
5. I Love You Whoever You Are
6. One Rich Brother
7. They All Lived Happily Ever After